# Safia coenochroa
Safia coenochroa är en fjärilsart som beskrevs av George Francis Hampson 1913. Safia coenochroa ingår i släktet Safia och familjen nattflyn. Inga underarter finns listade.